# دنیپرورودنه
شهر دنیپرورودنه (به روسی: Дніпрорудне) در استان زاپوریژیا در کشور اوکراین واقع شده‌است. جمعیت این شهر ۱۸,۰۳۶ نفر (۲۰۲۱ تخمینی) است.